# BWF International Challenge 2015
Die BWF International Challenge 2015 war die neunte Auflage der BWF International Challenge im Badminton.

## Turniere und Sieger
| Veranstaltung | Herreneinzel                  | Dameneinzel              | Herrendoppel                        | Damendoppel                                       | Mixed                                       |
| ------------- | ----------------------------- | ------------------------ | ----------------------------------- | ------------------------------------------------- | ------------------------------------------- |
| Thailand      | Lee Hyun-il                   | Supanida Katethong       | Jun Bong-chan Kim Duk-young         | Duanganong Aroonkesorn Kunchala Voravichitchaikul | Choi Sol-gyu Chae Yoo-jung                  |
| China         | Qiao Bin                      | Nozomi Okuhara           | Wang Yilu Zhang Wen                 | Ou Dongni Yu Xiaohan                              | Zheng Siwei Chen Qingchen                   |
| Iran          | David Obernosterer            | Linda Zechiri            | Tai An Khang Hong Kheng Yew         | Özge Bayrak Neslihan Yiğit                        | nicht ausgetragen                           |
| Österreich    | Ng Ka Long                    | Cheung Ngan Yi           | Fajar Alfian Muhammad Rian Ardianto | Suci Rizky Andini Maretha Dea Giovani             | Edi Subaktiar Gloria Emanuelle Widjaja      |
| Brasilien     | Kevin Cordón                  | Rong Schafer             | Matijs Dierickx Freek Golinski      | Özge Bayrak Neslihan Yiğit                        | Phillip Chew Jamie Subandhi                 |
| Vietnam       | Firman Abdul Kholik           | Kana Itō                 | Lu Ching-yao Tien Tzu-chieh         | Anggia Shitta Awanda Ni Ketut Mahadewi Istarani   | Fran Kurniawan Komala Dewi                  |
| Polen         | Daren Liew                    | Karin Schnaase           | Kenta Kazuno Kazushi Yamada         | Pradnya Gadre Siki Reddy                          | Chan Peng Soon Goh Liu Ying                 |
| Frankreich    | Dmytro Zavadsky               | Natalia Koch Rohde       | Matthew Nottingham Harley Towler    | Gabriela Stoeva Stefani Stoeva                    | Mathias Christiansen Lena Grebak            |
| Japan         | Jeon Hyeok-jin                | Sayaka Takahashi         | Kenta Kazuno Kazushi Yamada         | Chen Qingchen Jia Yifan                           | Kim Duk-young Eom Hye-won                   |
| Finnland      | Vladimir Malkov               | Beatriz Corrales         | Andrew Ellis Peter Mills            | Heather Olver Lauren Smith                        | Anatoliy Yartsev Evgeniya Kosetskaya        |
| Peru          | Thomas Rouxel                 | Rong Schafer             | Adam Cwalina Przemysław Wacha       | Delphine Lansac Émilie Lefel                      | Ronan Labar Émilie Lefel                    |
| Spanien       | Pablo Abián                   | Iris Wang                | Adam Cwalina Przemysław Wacha       | Gabriela Stoeva Stefani Stoeva                    | Marvin Seidel Linda Efler                   |
| Sri Lanka     | B. Sai Praneeth               | Supanida Katethong       | Koo Kien Keat Tan Boon Heong        | Phataimas Muenwong Chayanit Chaladchalam          | Arun Vishnu Aparna Balan                    |
| Russland      | Vladimir Malkov               | Vũ Thị Trang             | Koo Kien Keat Tan Boon Heong        | Ekaterina Bolotova Evgeniya Kosetskaya            | Sam Magee Chloe Magee                       |
| Nigeria       | B. Sai Praneeth               | Kristína Gavnholt        | Manu Attri B. Sumeeth Reddy         | Pradnya Gadre Siki Reddy                          | Robert Mateusiak Nadieżda Zięba             |
| Indonesien    | Sony Dwi Kuncoro              | Gregoria Mariska Tunjung | Berry Angriawan Rian Agung Saputro  | Gebby Ristiyani Imawan Tiara Rosalia Nuraidah     | Fran Kurniawan Komala Dewi                  |
| Guatemala     | Kevin Cordón                  | Rong Schafer             | Michael Fuchs Johannes Schöttler    | Johanna Goliszewski Carla Nelte                   | Michael Fuchs Birgit Michels                |
| Ukraine       | Henri Hurskainen              | Olga Konon               | Bodin Isara Nipitphon Puangpuapech  | Jongkolphan Kititharakul Rawinda Prajongjai       | Robert Mateusiak Nadieżda Zięba             |
| Belgien       | Anders Antonsen               | Goh Jin Wei              | Manu Attri B. Sumeeth Reddy         | Maiken Fruergaard Sara Thygesen                   | Robert Mateusiak Nadieżda Zięba             |
| Australien    | Nguyễn Tiến Minh              | Pornpawee Chochuwong     | Jagdish Singh Roni Tan              | Jongkolphan Kititharakul Rawinda Prajongjai       | Robin Middleton Leanne Choo                 |
| Tschechien    | Marc Zwiebler                 | Kirsty Gilmour           | Adam Cwalina Przemysław Wacha       | Isabel Herttrich Birgit Michels                   | Vitaliy Durkin Nina Vislova                 |
| Bulgarien     | Pablo Abián                   | Olga Konon               | Raphael Beck Peter Käsbauer         | Gabriela Stoeva Stefani Stoeva                    | Robert Mateusiak Nadieżda Zięba             |
| Chile         | Pablo Abián                   | Özge Bayrak              | Adrian Liu Derrick Ng               | Eva Lee Paula Obanana                             | Phillip Chew Jamie Subandhi                 |
| Schweiz       | Iskandar Zulkarnain Zainuddin | Nitchaon Jindapol        | Koo Kien Keat Tan Boon Heong        | Samantha Barning Iris Tabeling                    | Robert Blair Pia Zebadiah                   |
| Bahrain       | Sameer Verma                  | Nitchaon Jindapol        | Bodin Isara Nipitphon Puangpuapech  | Savitree Amitrapai Pacharapun Chochuwong          | Bodin Isara Savitree Amitrapai              |
| Malaysia      | Khosit Phetpradab             | Liang Xiaoyu             | Lin Chia-yu Wu Hsiao-lin            | Della Destiara Haris Rosyita Eka Putri Sari       | Bodin Isara Savitree Amitrapai              |
| Wales         | Vladimir Malkov               | Anna Thea Madsen         | Marcus Ellis Chris Langridge        | Gabriela Stoeva Stefani Stoeva                    | Matthew Nottingham Emily Westwood           |
| Bangladesch   | Sai Praneeth Bhamidipati      | Ruthvika Shivani         | Pranav Chopra Akshay Dewalkar       | Chayanit Chaladchalam Phataimas Muenwong          | Terry Hee Tan Wei Han                       |
| USA           | Emil Holst                    | Zhang Beiwen             | Lin Chia-yu Wu Hsiao-lin            | Heather Olver Lauren Smith                        | Michael Fuchs Birgit Michels                |
| Irland        | Anders Antonsen               | Olga Konon               | Raphael Beck Peter Käsbauer         | Gabriela Stoeva Stefani Stoeva                    | Mathias Christiansen Lena Grebak            |
| Italien       | Brice Leverdez                | Natalia Koch Rohde       | Kasper Antonsen Niclas Nøhr         | Gabriela Stoeva Stefani Stoeva                    | Niclas Nøhr Sara Thygesen                   |
| Indien        | Sameer Verma                  | Pornpawee Chochuwong     | Wannawat Ampunsuwan Tinn Isriyanet  | Chayanit Chaladchalam Phataimas Muenwong          | Satwiksairaj Rankireddy Maneesha Kukkapalli |